# إرفين سلاقتر
إرفين سلاقتر (بالهولندية: Arvin Slagter)‏ مواليد 19 أكتوبر 1985، هو لاعب كرة سلة هولندي ويحمل الرقم 4. يبلغ طوله 6 قدم 5 بوصة (2.0 م).

## روابط خارجية
- إرفين سلاقتر على موقع الاتحاد الدولي لكرة السلة (الإنجليزية)
- إرفين سلاقتر على موقع fiba3x3.com (الإنجليزية)
- إرفين سلاقتر على موقع كرة السلة الأوروبية.كوم (الإنجليزية)
- إرفين سلاقتر على موقع ريلجم (الإنجليزية)
- إرفين سلاقتر على موقع بروبوليرز (الإنجليزية)
- إرفين سلاقتر على موقع اللجنة الأولمبية الدولية (الإنجليزية)
- إرفين سلاقتر على موقع أوليمبيديا (الإنجليزية)